# 佐分利貞男
佐分利 貞男（さぶり さだお、1879年〈明治12年〉1月20日 - 1929年〈昭和4年〉11月29日）は、大正・昭和初期の外交官。広島県出身。妻は小村寿太郎の娘・文子。

## 経歴
佐分利家は備後福山藩士で佐分利流槍術を営む家柄であった。貞男は、1879年（明治12年）1月20日、父・好直、母・八代の五男として出生した。1905年（明治38年）7月、東京帝国大学法科大学仏法科を卒業、10月、外交官及領事官試験に合格した。外交官補として清国、ロシア、フランス在勤などを経て、外務省参事官、大使館参事官、通商局長、条約局長等を歴任。
1929年（昭和4年）8月、浜口雄幸内閣の外相幣原喜重郎に乞われて、駐ソ大使への出世を犠牲に駐支那公使に就任。田中義一内閣による積極外交や張作霖爆殺事件後に悪化した対支外交の打開を期待されていたが、一時帰国中の同年11月29日、箱根宮ノ下の富士屋ホテルにおいて変死体で発見される。警察の鑑定によると死因は自殺とされたが、幣原のように疑いを挟んだ者もいる。墓所は文京区吉祥寺。

## 佐分利公使怪死事件
1929年（昭和4年）11月29日の朝、佐分利は前日から宿泊していた常宿の箱根宮ノ下富士屋ホテルにおいて死体で発見された。死因はピストルで頭部を打ち抜いたことで、即死状態だった。死体には布団がかぶせられていた。警察当局は、佐分利が右手にピストルを握っており、外部からの侵入者の形跡もないため、自殺と断定した。佐分利は大変な愛妻家として知られていたが、1925年（大正14年）に妻を亡くしており子もおらず、亡妻を慕うあまりの後追い自殺であろうと推測された。また、対支外交の将来を悲観しての自殺とも囁かれた。しかし遺族からは自殺には疑問が呈されていた。

### 他殺疑惑
死体は右手にピストルを握っていたが、佐分利は左利きであった。遺書もなかった。また、佐分利は日頃から護身用に小型のピストルを所持していたが、使用された拳銃は銃身六インチもある出所不明の三十八口径大型コルト八連発拳銃であり、ホルスターも見つからなかった。また、身綺麗な外交官に相応しくない寝間着姿での自殺は不自然であり、翌日の行動予定もあった。犯人は大陸浪人説、中国国民党工作員説などがあるが真相は不明である。

## 名誉毀損訴訟
佐分利は広田弘毅と帝大の同期であり、入省年次は一期先輩であった。城山三郎の小説『落日燃ゆ』では広田のライバルとして描かれているが、佐分利の名誉を毀損する描写があったとして佐分利家側が城山を相手取り訴訟を起こし、死者に対する名誉毀損が不法行為として民法上の損害賠償の対象となりうるかどうかが注目された。

## 栄典・授章・授賞
- 1911年（明治44年）8月24日 - 勲五等瑞宝章[1]
- 1912年（大正元年）8月1日 - 韓国併合記念章[2]
- 1920年（大正9年）9月7日 - 勲三等旭日中綬章[3]

## 家族
- 父・佐分利好直 ‐ 福山藩士
- 母・やゑ（八代）
- 長兄・佐分利一嗣 - 工学博士。筑波鉄道社長、成田鉄道（初代）社長、京阪電気鉄道取締役、朝鮮中央鉄道社長。岳父に足立孫六。長男の佐分利一武は日本興業銀行副頭取、その娘婿に福沢武。
- 中兄・秋山広太 - 合同紡績社長。
- 妻・フミ（通称文子） - 1886年生まれ。小村寿太郎の娘（従って、佐分利は小村欣一の義弟にあたる）。大正14年（1925年）10月、北京で開かれた国際関税会議(北京関税会議）に佐分利が通商局長として出席した際に随行したが、同地で風土病に冒され客死した。